# Mirko Pandaković
Miroslav "Mirko" Pandaković, född 19 augusti 1895 i Nova Gradiška i Österrike-Ungern (nuvarande Kroatien), död 29 september 1962 i Brunate i Lombardiet i Italien, var en jugoslavisk (kroatisk) vinteridrottare som var aktiv inom längdskidåkning under 1920-talet. Han medverkade vid olympiska vinterspelen 1924 i längdskidåkning 18 kilometer och 50 kilometer, men bröt båda loppen.